# Wilhelm von Allwörden
Wilhelm von Allwörden (* 1. Juni 1892 in Altona; † 10. August 1955 in Hamburg) war ein deutscher nationalsozialistischer Politiker und Hamburger Senator.

## Leben
Der Sohn des Zahnarztes Johann Wilhelm Friedrich von Allwörden besuchte von 1899 bis 1906 die Volksschule in Altona und Wrist sowie anschließend mehrere private Handelsschulen, ohne einen formalen Abschluss zu erlangen. Danach war er bis zum Ausbruch des Ersten Weltkrieges als Arbeiter, Kontorbote, Volontär und kaufmännischer Angestellter tätig. Im Ersten Weltkrieg geriet er 1915 in russische Gefangenschaft, aus der er im August 1918 entlassen wurde.
Nach Kriegsende fand von Allwörden Anschluss an die völkische Bewegung und engagierte sich in verschiedenen rechtsradikalen Zirkeln (Bund Armin zur Treue und Einigkeit, Deutsch-Völkische Freiheitsbewegung, Völkisch-Sozialer Block). Zum 13. Juni 1925 trat er in die NSDAP ein (Mitgliedsnummer 7.476) und wurde dort sogleich Propagandaleiter für Altona und Schleswig-Holstein, ab 1928 auch Ortsgruppenleiter in Altona. Nachdem er 1926 auch in die SA eingetreten war, stieg er bald zum Standartenführer auf und hatte zeitweilig die Führung des SA-Gaues Nordmark inne. 1929 wurde er als einer von drei nationalsozialistischen Abgeordneten in das Altonaer Stadtverordnetenkollegium gewählt.
Ab Anfang 1930 war von Allwörden stellvertretender Gauleiter und hauptamtlicher Geschäftsführer des Gaues Hamburg und gehörte seitdem zum engsten Führungskreis um Gauleiter Karl Kaufmann. Von 1931 bis 1933 war er zudem Fraktionsführer der NSDAP in der Hamburgischen Bürgerschaft.

### Hamburger Senator
Seit dem 8. Mai 1933 gehörte von Allwörden dem Hamburger Senat an, zunächst für einige Monate als Senator der Wohlfahrtsbehörde, ab Oktober 1933 dann als Kultursenator mit Zuständigkeit für die neugebildete Unterrichtsbehörde. In dieser Funktion war er bis März 1938 für die gesamte Schul- und Hochschulpolitik in Hamburg verantwortlich, betrieb die Verdrängung der Juden aus Schule, Universität und Kulturleben und profilierte sich außerdem als Förderer des niederdeutschen Brauchtums als Fundament für eine „gesunde völkische Entwicklung“.
Im April 1938 wechselte von Allwörden an die Spitze der Verwaltung für Handel, Schifffahrt und Gewerbe und wurde von Gauleiter Kaufmann zusätzlich zum Hafen- und Arisierungskommissar sowie im Mai 1939 zum ständigen Wirtschaftsbeauftragten des Reichsstatthalters ernannt. Als Senator und Wirtschaftsbeauftragter war er zudem in zahlreichen Aufsichtsräten öffentlicher Unternehmen vertreten und somit „einer der wichtigsten wirtschaftspolitischen Entscheidungsträger des nationalsozialistischen Regimes in Hamburg“.
Nebenher hatte er bis zu seinem Wechsel nach Berlin eine Reihe leitender Funktionen in Parteigliederungen (NSV, Winterhilfswerk, Kraft durch Freude) und anderen Verbänden (Vereinigung Niederdeutsches Hamburg, Nordische Gesellschaft, Kunstverein in Hamburg, Reichskolonialbund) inne.

### Reichsministerium für die besetzten Ostgebiete
Im Mai 1942 wurde von Allwörden zum neu gebildeten Reichsministerium für die besetzten Ostgebiete abgeordnet, zunächst als Referent in der Wirtschaftsabteilung, ab Mai 1943 – bei gleichzeitiger Beförderung zum SA-Gruppenführer – schließlich als Leiter der Hauptabteilung II „Verwaltung“ mit seinerzeit sechs Ressortabteilungen und über 40 Gruppen (Referaten).
Kurz vor Kriegsende kehrte von Allwörden im März 1945 nach Hamburg zurück und wurde von Gauleiter Kaufmann zum Beauftragten für Fliegerschäden ernannt.

### Nachkriegszeit
Im Mai 1945 wurde von Allwörden vom britischen Stadtkommandanten Harry William Hugh Armytage aus dem Amt entfernt und anschließend bis März 1948 interniert. Im Entnazifizierungsverfahren wurde er 1949 als in die Kategorie III („Minderbelastete“) eingestuft und dauerhaft von allen leitenden oder aufsichtführenden Stellungen in öffentlichen oder privaten Verwaltungen und Unternehmen ausgeschlossen.

### Schriften
- Wie die Nationalsozialisten in Coburg Ordnung schafften, als Herausgeber, Berg & Otto, Hamburg 1932.
- Westfalen und Niederdeutschland (Vortrag) C. Boysen, Hamburg 1936. DNB 57873799X
- Hamburg, die niederdeutsche Großstadt. Westfalen und Niederdeutschland,  in: Das niederdeutsche Hamburg; 1, C. Boysen, Hamburg 1937. DNB 578737981
- Professor Dr. Conrad Borchling zum 65. Geburtstag (Die niederdeutsche Dichtung/ Hans Teske), in: Das niederdeutsche Hamburg; 6, C. Boysen, Hamburg 1937. DNB 578737973